# Wreckfest
Wreckfest est un jeu vidéo de combat motorisé et de course développé par Bugbear Entertainment et édité par THQ Nordic, sorti en 2018 sur Windows, le 27 août 2019 sur PlayStation 4 et Xbox One, et le 1 décembre 2021 sur Google Stadia. Le jeu est publié le 21 juin 2022 sur Nintendo Switch.

## Développement
Wreckfest est le successeur spirituel de la série FlatOut. Après une campagne du financement participatif ratée sur Kickstarter, Bugbear sort le jeu en accès anticipé sur Steam fin 2013. Le jeu a ensuite eu plus de 4 ans de développement avant de sortir.
Sur console, le jeu devait initialement sortir le 20 novembre 2018. Toutefois, dans un communiqué, THQ a annoncé dès octobre 2018, un report de date à 2019 afin d'améliorer la performance générale du jeu, en particulier son multijoueur.

## Accueil
Sur PC, Wreckfest obtient un ensemble de critiques plutôt favorable sur l'agrégateur Metacritic avec un score de 81/100.